# Lotyós tök (Így jártam anyátokkal)
A Lotyós tök az Így jártam anyátokkal című televízió-sorozat első évadjának hatodik része. Eredetileg 2005. október 24-én mutatták be, Magyarországon pedig 2008. október 8-án.
Ebben az epizódban Ted egy Halloween-partiba megy, mert azt reméli, hogy négy év után újra találkozhat egy lánnyal. Barney folyamatosan győzködi, hogy hagyja ott a bulit és menjen el vele egy sokkal jobba. Marshall és Lily duplarandira mennek Robinnal és az új barátjával.

## Cselekmény
|  | Alább a cselekmény részletei következnek! |

Október vége felé közeledve Lily és Marshall Halloween-lázban ég, s a rész elején meg is kapják a megrendelt jelmezüket: Lily papagájnak, Marshall pedig Jack Sparrownak öltözik. A nagy készülődés közepette abban reménykednek, hogy idén végre megnyerik a jelmezversenyt a bárban, melynek fődíja 50 dollár (pedig a jelmez 100 dollárba került). Barney szerint a Halloween azért jó, mert ilyenkor a lányok „kiengedik magukból a ribancot”: bárminek is öltöznek, azt lotyósan teszik.
Ebben a részben tesz Robin először említést új pasijáról, Mike-ról (Lily felháborodottan nyugtázza, hogy Robin korábban még nem mesélt róla). Lily felveti az ötletet, hogy ő és Marshall, illetve Robin és Mike menjenek el egy halloweeni duplarandira, azonban Robinék már mást terveztek az estére (otthon maradnak és nudistának öltöznek), de végül elfogadják a meghívást (Mike Jancsinak öltözve jelenik meg). Mikor Ted is megérkezik a bárba, Robin megkérdezi, hogy ő mivel fogja tölteni Halloween éjszakáját. Kiderül, hogy Ted minden évben ugyanúgy ünnepel: várja a lotyós tök felbukkanását.
A lotyós tök története négy évvel korábbra nyúlik vissza. Ted egy halloweeni bulin vett részt, melyet a tetőn rendeztek, és már épp el akart menni, amikor felbukkant a Lotyós Tök, vagyis egy tökjelmezbe bújt, gyönyörű lány, aki a saját fejlesztésű koktélját keverte a bárpultnál: a „Tootsie Rollt”, mely gyömbérsör és Kahlúa keveréke, és azért hívják így, mert olyan az íze, mint egy alkoholos Tootsie Rollnak (a Tootsie Roll egy amerikai csokoládé ízű cukorka). Ted elmeséli, hogy gyorsan egymásra kattantak a lánnyal, azonban „szörnyű dolog történt”: a Lotyós Tök egy Kit Katre írta rá a telefonszámát, azonban Lily véletlenül odaadta a gyerekeknek. Ted azóta minden évben ugyanúgy, félcédulának öltözve várja, hátha betoppan a halloweeni bulira ő is. A barátai értetlenkednek ezen, mert a félcédula egy akkor már több éves poén, amit már akkor sem értettek a legtöbben.
Barney ebben az évben több jelmezt is ölt (mivel nem tud egy lányt megszerezni): elsőként pilótának öltözik, és megpróbálja meggyőzni Tedet is, hogy öltözzön annak (Öltözz gépre!), és menjenek el együtt a Victoria’s Secret halloweeni partijára egy jachtra, de az továbbra is hajthatatlan marad. Másodszorra ördögnek öltözve jelenik meg, ekkor meséli el Tednek, hogy nála mindig több jelmez van, arra az esetre, ha nem tudná behálózni a legdögösebb csajt (így „van egy második esélye az első benyomásra”). Harmadszorra pingvinnek öltözik, azért, hogy megszerezze a hula-táncos lány telefonszámát, és hogy megviccelje Tedet, aki azt hiszi a pingvinre, hogy az a Lotyós Tök.
Mindeközben Lily és Marshall Robinékkal duplarandizik, azonban kiderül, hogy Robin nem igazán jó barátnő – nem öltözik be Mike-kal, nem ad neki az ételéből, látszólag olyan, mintha nem is szeretné őt, ezért Lily felhívja Robin figyelmét arra, hogyha nem vigyáz, el fogja veszíteni Mike-ot. Végül Mike tényleg szakít Robinnal, mivel úgy érzi, hogy Robin nem szeret vele lenni. Robin ezután a tetőre megy, ahol találkozik Teddel, aki még mindig a Lotyós Tököt várja. Beszélgetnek egy ideig, s Ted azt ígéri Robinnak, hogy egyszer ő is megtalálja azt az embert, akiért képes hülyét csinálni magából.
A rész végén kiderül, hogy Lilyék megnyerték a jelmezversenyt, bár Marshallt „meleg kalóznak” nézik.

## Kulturális utalások
- Marshall Jack Sparrow kapitánynak öltözik A Karib-tenger kalózaiból. Többször is megemlítik a szereplők, hogy Marshall szeme ki van húzva.
- Mikor Ted elmeséli, hogy a lotyós tök szereti az ewokokat, Marshall helyesel, mivel szerinte „Az ewokok nélkül megbukott volna a felkelés”, mely egy utalás a hatodik Star Wars-epizódra, A Jedi visszatérre.
- Négy évvel korábban, 2001-ben Lily és Marshall Sonny-nak és Chernek öltöztek, azonban nem nyerték meg vele a jelmezversenyt (bár Lily szerint már azzal is nyerniük kellett volna, mivel pont fordítva öltöztek fel, mint ahogy várni lehetett). A jelmezükkel kapcsolatban Marshall megjegyzi, hogy bárcsak visszaforgathatná az időt, ami utalás Cher "If I Could Turn Back Time" című slágerére.
- Mike Jancsinak öltözött, a rész végén pedig Robin utal a Jancsi és Juliskára azzal a mondatával, hogy azt hitte, hogy a morzsákat felcsipegetve fognak felmenni Robin lakásába.
- Ted 4 éve ugyanannak öltözik: félcédulának. Jelen esetben ez egy utalás a 2000-es amerikai elnökválasztási kampányra, amikor Florida államban kézzel számolták meg a szavazatokat. Lily ezért mondja, hogy ezt a jelmezt már senki sem érti.
- Barney mikor megérkezik Tedhez pilótaszerelésben, a Top Gunból idéz: „Veszélyes vagy Maverick, az egód csekket ír, de a tested nem váltja be.”.

## Zene
- Kenny Loggins: Danger Zone
- Nada Surf: Inside of Love

## Kontinuitás
- Először halljuk Marshall és Lily egymásnak adott beceneveit (Marsallbot és Liliom), valamint Barney-ét (ez eleinte Barneykagyló, később Barnióca).
- Ugyancsak először halljuk, hogy Lilynek gyakran kell kimennie pisilni.
- Barney először mutatja be, hogy ért a bűvészkedéshez.

## Jövőbeli visszautalások
- Robin állítása szerint sosem űzött semmilyen csapatsportot a suliban. Viszont az "Életem legjobb bálja" és a "Boldogan élek" című részekből kiderül, hogy jégkorongozott.
- Lily pisilési problémája a "Kettős állampolgárság" és a "Külön ágyak" című epizódokban kerül még elő, mint központi probléma.
- A visszaemlékezésben, amikor Ted először mesél Marshallnak a lotyós tökről, megdicséri, amiért a lánynak tetszenek a pingvinek. A "Mosolyt!" című részben Ted felidézi, hogy egyik Halloween alkalmával Marshall összeveszett Lilyvel, mert szerinte a pingvinek bénák.
- Marshall és Lily máskor is összeöltöznek Halloweenkor. A "Randy elbocsátása" című részben Lily matadornak öltözik. Marshall pedig bikának. "A pókerparti" című részben Lily Paulie Bleekernek öltözik a Juno című filmből, és bosszantja, hogy Marshall nem Juno MacGuff-nak öltözött. Az "Örökkön örökké" duplaepizód 1. részében Marshall Ahab kapitánynak, a terhes Lily pedig a fehér bálnának öltözik a Moby Dickből.
- Ted és Naomi, a lotyós tök végül "A lotyós tök visszatér" című részben találkoznak.

## Érdekességek
- Ebben az epizódban Ted még nem nevezi "szendvicsnek" a marihuánát.
- Marshall kikíséri pisilni Lilyt, mert egyedül nem tud kibújni a jelmezéből. A "Hűha, nadrágot le!" című részben viszont az derül ki, hogy még sosem pisiltek egymás előtt.
- Ted ugyan minden Halloween alkalmából félcédulának öltözik, de "A pókerparti" című részben köszönőlevélnek.
- Mikor Barney belép Ted lakásába pilótajelmezben, egy vágási baki miatt egymás után kétszer is felteszi a ruhájára a napszemüvegét.

## Vendégszereplők
- Joe Nieves – Carl
- Jeremy Gabriel – Mike
- Krizia Bajos – Hula lány
- Chad Lindsey – angyal

|  | Itt a vége a cselekmény részletezésének! |